# Напівжорсткий дирижабль

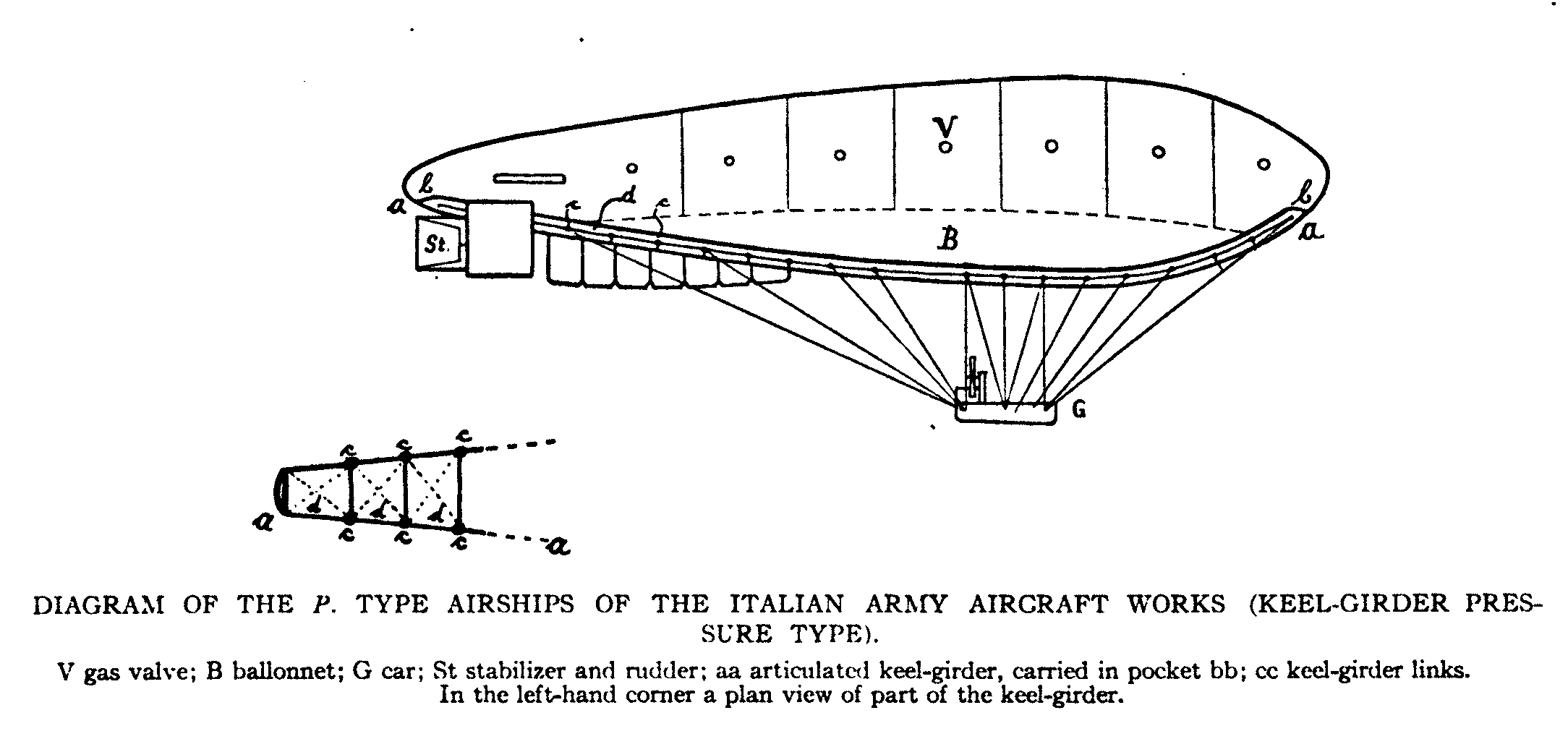
Внутрішня структура напівжорсткого дирижабля.
B — балон
aa — кіль у вигляді ферми, розміщеної в кишені (bb) балона
c — з'єднувачі балона з фермою
S — кермо напрямку та стабілізатори
G — гондола
V — газоскидний клапан
схема ферми наведена у лівому нижньому куті

Напівжорсткий дирижабль — це дирижабль, який має частковий каркас. Зазвичай це жорсткий кіль або ферма, що підтримує основну оболонку по повздовжній осі. Форма ж дирижабля підтримується внутрішнім тиском газу, як і у випадку з м'якими дирижаблями. Така конструкція легша за зовнішній каркас жорсткого дирижабля, і водночас вона дозволяє витримувати більше навантаження, ніж у м'яких дирижаблів, зменшуючи схильність до деформації у польоті.
Напівжорсткі дирижаблі створювали у значній кількості з кінця XIX століття, але наприкінці 1930-х років вони втратили популярність разом із жорсткими дирижаблями, і їх не будували до відродження у вигляді Zeppelin NT у 1997 році.

## Конструкція
Межа між напівжорсткими та м'якими дирижаблями є розмитою, особливо у випадку з малими моделями, коли неясно, чи є конструкція власне кілем, або ж просто подовженою гондолою.
Ферма, зазвичай виготовлена зі сталі або дюралюмінію, проходить вздовж всього корпусу, несучи на собі та рівномірно розподіляючи по всій поверхні балона все навантаження підвісного обладнання та підйомного газу. Балон дирижабля має вшиті металеві троси для з'єднання з фермою.
Як і в м'яких дирижаблях, аеродинамічна форма корпусу підтримується надлишковим тиском газу всередині та легким каркасом у носовій та хвостовій частинах. Зміни об'єму підйомного газу врівноважуються за допомогою балонетів, які також можуть служити для контролю тангажу. У малих моделях підйомний газ іноді утримується в самому корпусі, тоді як у більших, як правило, використовуються окремі газові комірки, що допомагає зменшити необхідний надлишковий тиск та пом'якшує наслідки в разі пошкодження однієї з комірок.

## Історія

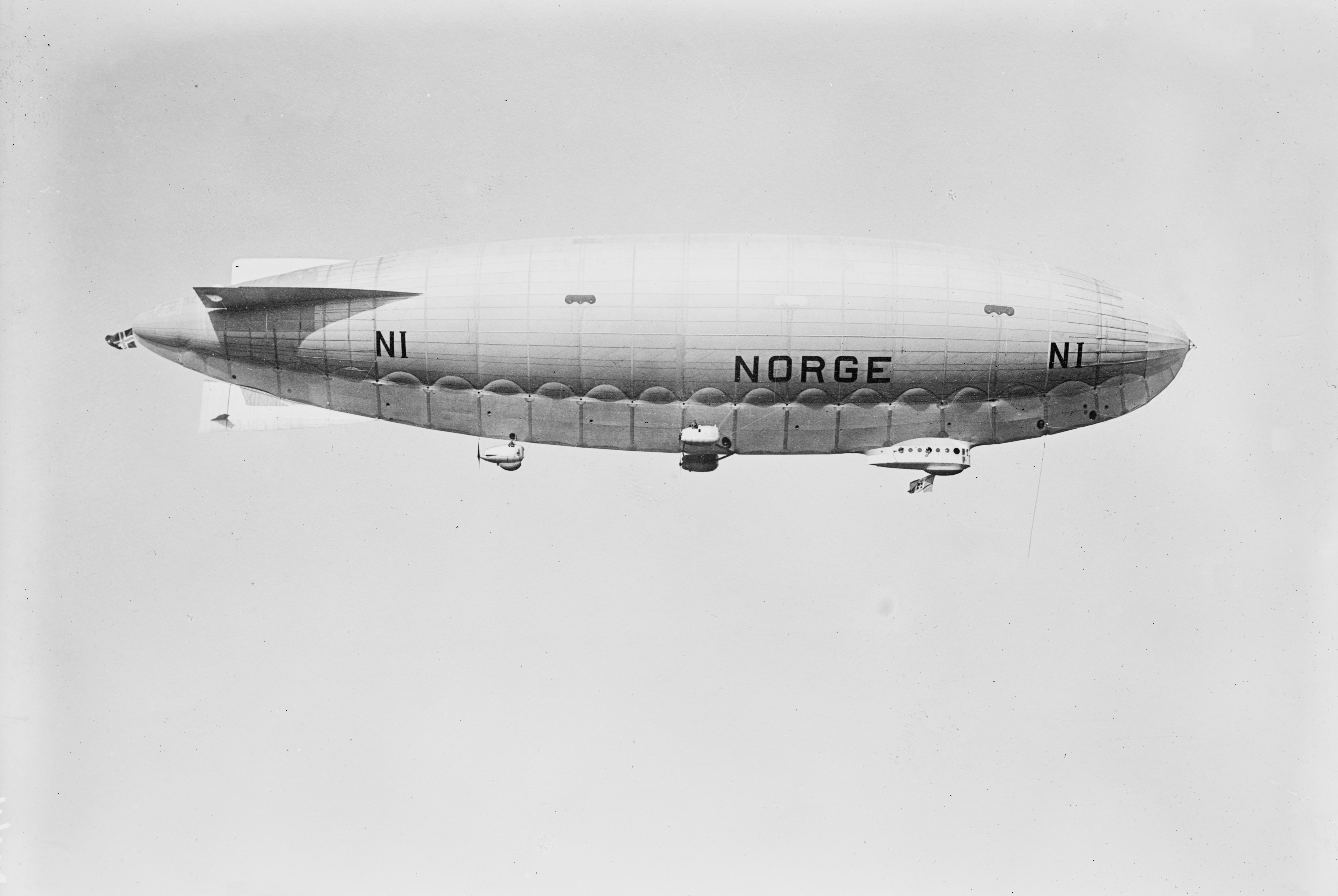
Італійський дослідник Умберто Нобіле пролетів над Північним полюсом на напівжорсткому дирижаблі «Норге» у 1926 році

У першому десятилітті XX сторіччя напівжорсткі дирижаблі вважалися більш перспективними для військового використання, аніж інші типи. На відміну від жорстких дирижаблів, напівжорсткі у здутому вигляді можна було компактно зберігати та транспортувати суходолом або морем. М'які ж дирижаблі мали обмежену вантажність через обмеження міцності оболонки та матеріалів такелажу, тоді як напівжорсткі не мали такого недоліку.
Раннім успішним прикладом напівжорсткого дирижабля є конструкція Гросса-Базенаха з жорстким кілем під обшивкою, перший з яких, експериментальний, піднявся у повітря в 1907 році. Після цього до 1914 року створено ще чотири військові дирижаблі цієї конструкції, що отримали позначення від M-I до M-IV і часто перебудовувалися.
Найбільш досконалі напівжорсткі дирижаблі виготовляли в період між двома світовими війнами в Італії на державному заводі Stabilimento di Costruzioni Aeronautiche (SCA). Найбільш відомим з його конструкторів, а пізніше й генеральним директором був Умберто Нобіле, що спроєктував ряд дирижаблів, якими керував особисто, зокрема «Norge» та «Italia», для своїх перельотів над Північним полюсом. Також його запросили для розробки дирижабля СССР-В6 Осоавиахим для програми дирижаблів Радянського Союзу.

## Список напівжорстких дирижаблів
Нижче наведено деякі напівжорсткі дирижаблі та їх дані, хоча список не є вичерпним.
До і під час Першої світової війни
- «Bartolomeu de Gusmão» конструкції Аугусто Мараньяо[pt] (Бразилія, 1894). Зруйнований бурею разом з елінгом у березні 1894 року.
- «Pax»[pt] конструкції Аугусто Мараньяо (Франція, 1902). Вибухнув під час першого польоту, Мараньяо і другий пілот загинули.
- «Le Jaune», побудований французькою компанією Lebaudy Frères[en] у Франції. Перший політ здійснив 13 листопада 1902[4]. Пізніше компанія побудувала багато інших напівжорстких дирижаблів, серед яких  «Patrie»[en] та «La République».
- Дирижабль № 1 британської армії, також відомий під назвою «Nulli Secundus».
- F.1 «Leonardo da Vinci», Енріко Форланіні[en]. Італія, перший політ — 1909; 1 лютого 1910 року пошкоджений без можливості відновлення.
- Дирижабль типу Groß-Basenach (5 побудовано для прусської армії)
- «Luftschiff von Veeh» (також «Veeh 1» або «Stahlluftschiff»), побудований Альбертом Паулем Вехом[de] в Дюссельдорфі в 1910-х роках
- Siemens-Schuckert I[de] (1911)
- M.1[it] та Шаблон:M.2 (дирижабль) (Італія, 1912 і 1913, відповідно). Перший прослужив до 1924 року, спочатку в армії, потім на флоті. Другий прослужив на флоті до 1915 року, коли був збитий австрійським літаючим човном.
- Forlanini F.2 Città di Milano[en] (Італія, 1913)
- SR.1[it] (класу M), побудований Італією для Англії в 1918 році.

1920-ті й 1930-ті
- Серед дирижаблів «Parseval»[en], спроєктовані Августом фон Парсевалем[en] у 1900—1930-х роках:
  - PL 26 та PL 27
  - Дизайн Parseval-Naatz
- Zodiac V10, побудований у 1930 році для французького флоту.
- SCDA O-1[en], побудований Stabilimento Costruzioni Dirigibili ed Aerostati, Італія. Єдиний справжній напівжорсткий дирижабль, що служив у ВМС США.
- Goodyear RS-1[en], єдиний напівжорсткий військовий дирижабль американської конструкції, 1926 рік. Використовувався армією Сполучених Штатів.
- Raab-Katzenstein RK 27[de] (1929)
- Дирижаблі, спроєктовані і/або побудовані компанією Нобіле:
  - T 34 «Roma»[en], 33 810 м³, проданий армії США в 1921 році, загинув у 1922 році після того, як несправність керма спричинила зіткнення з проводами високої напруги
  - N 1 «Norge», 19 000 м³, досяг Північного полюса в 1926 році
  - N 2 об'ємом 7000 м³
  - N 3, 1927 рік, проданий Японії як військовий дирижабль № 6. Загинув у 1927 році після зіткнення з тайфуном у Тихому океані (без жертв).
  - N 4 «Italia». Вилетів на Шпіцберген для арктичної експедиції 1928 року, розбився після третього полярного польоту після повернення з Північного полюса.
  - N 5 — проєкт кілевого дирижабля об'ємом 55 000 м³, зрештою остаточно покинутий у 1928 році.
  - Спроєктовані Нобіле дирижаблі радянської програми дирижаблебудування[en], такі як радянський СССР-В6 «Осоавіахім»[en] (1934—1938)
- Компанія Fujikura побудувала напівжорсткий дирижабль № 8 для ВМС Японії, щоб замінити Nobile N 3 і базуючись на його конструкції. 17 липня 1931 року цей дирижабль встановив рекорд тривалості польоту 60 годин 1 хвилину, який пізніше побив радянський «Осоавіахім»

## Сучасні розробки
- Єдиною пілотованою напівжорсткою моделлю, що активно експлуатується, є серійні дирижаблі Zeppelin NT. Він складається з балона, в якому підтримується невеликий надлишковий тиск, балонетів для підтримки постійного об'єму та трикутної вуглепластикової ферми. На сьогодні їх збудовано сім.